# Dobry, zły i zakręcony
Dobry, zły i zakręcony (kor.: 좋은 놈, 나쁜 놈, 이상한 놈, MOCT: Jo-eun nom nappeun nom isanghan nom, ang. The Good, The Bad And The Weird) – koreański eastern z 2008 roku w reżyserii Kim Jee-woona.

## Opis
Akcja filmu rozgrywa się w 1930 w roku w okupowanej przez Japończyków Mandżurii. Złodziej Tae-gu (The Weird) w zuchwały sposób napada na japoński pociąg wojskowy, z którego kradnie tajemniczą mapę, na której zaznaczono miejsce ukrycia skarbu z dynastii Qing. Pechowo dla Tae-gu o mapie wie również bandyta Chang-yi (The Bad), który natychmiast wyrusza w pościg za złodziejem. Do walki o mapę przyłącza się również tajemniczy łowca nagród Do-won (The Good). Ci trzej mężczyźni wkrótce zorientują się, że skarb przyciąga jak magnes górskich bandytów, Chińczyków, Koreańczyków, Rosjan i japońskich żołnierzy.

## Obsada
- Song Kang-ho – Yoon Tae-goo (Zakręcony)
- Lee Byung-hun – Park Chang-yi (Zły)
- Jung Woo-sung – Park Do-won (Dobry)
- Ki Eun-se – Kelnerka w palarni opium
- Oh Seo-won – Chinka
- Ma Dong-seok – Niedźwiedź
- Ryu Seung-su – Man-gil
- Song Young-chang – Kim Pan-joo

i inni.